# Zoológico de Batán

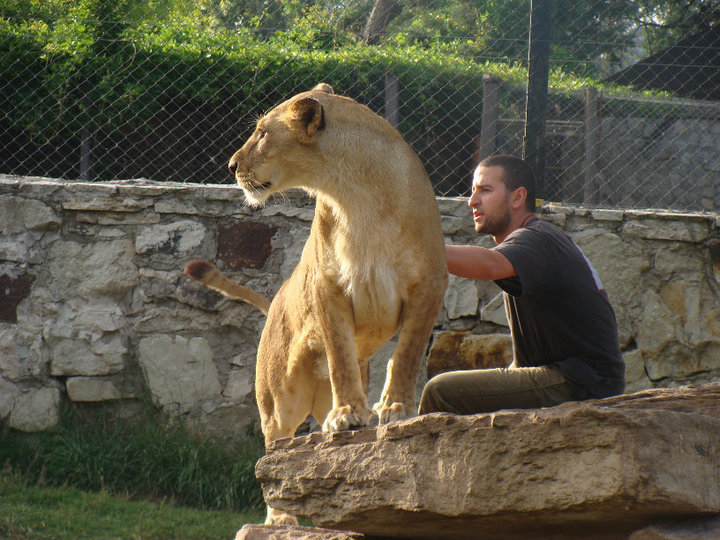
Uno de los leones del Zoo de Batán.

El Zoológico de Batán, o Zoo de Batán, es un parque zoológico situado en el partido de General Pueyrredón, en el sudeste de la provincia de Buenos Aires, centro-este de la Argentina.
Es la mayor atracción turística de la localidad. Alberga una colección integrada por más de 300 especies de animales, enmarcados por una variada forestación ornamental. Fue inaugurado en el año 2005. Si bien es una institución privada, cumple las funciones de conservación de especies, investigación, y educación.

## Ubicación
El Zoo de Batán se ubica en el paraje Las Lomas en Batán, a 700 m (al norte) del km 14 de la ruta Nº 88 por calle Los Ortiz —entre 158 y 162—, en el partido de General Pueyrredón. 
El centro del zoo se encuentra en las coordenadas: 38°0′6.25″S 57°43′32.40″O / -38.0017361, -57.7256667. Ocupa más de 10 hectáreas rodeadas de áreas poco urbanizadas. 

## Historia y características

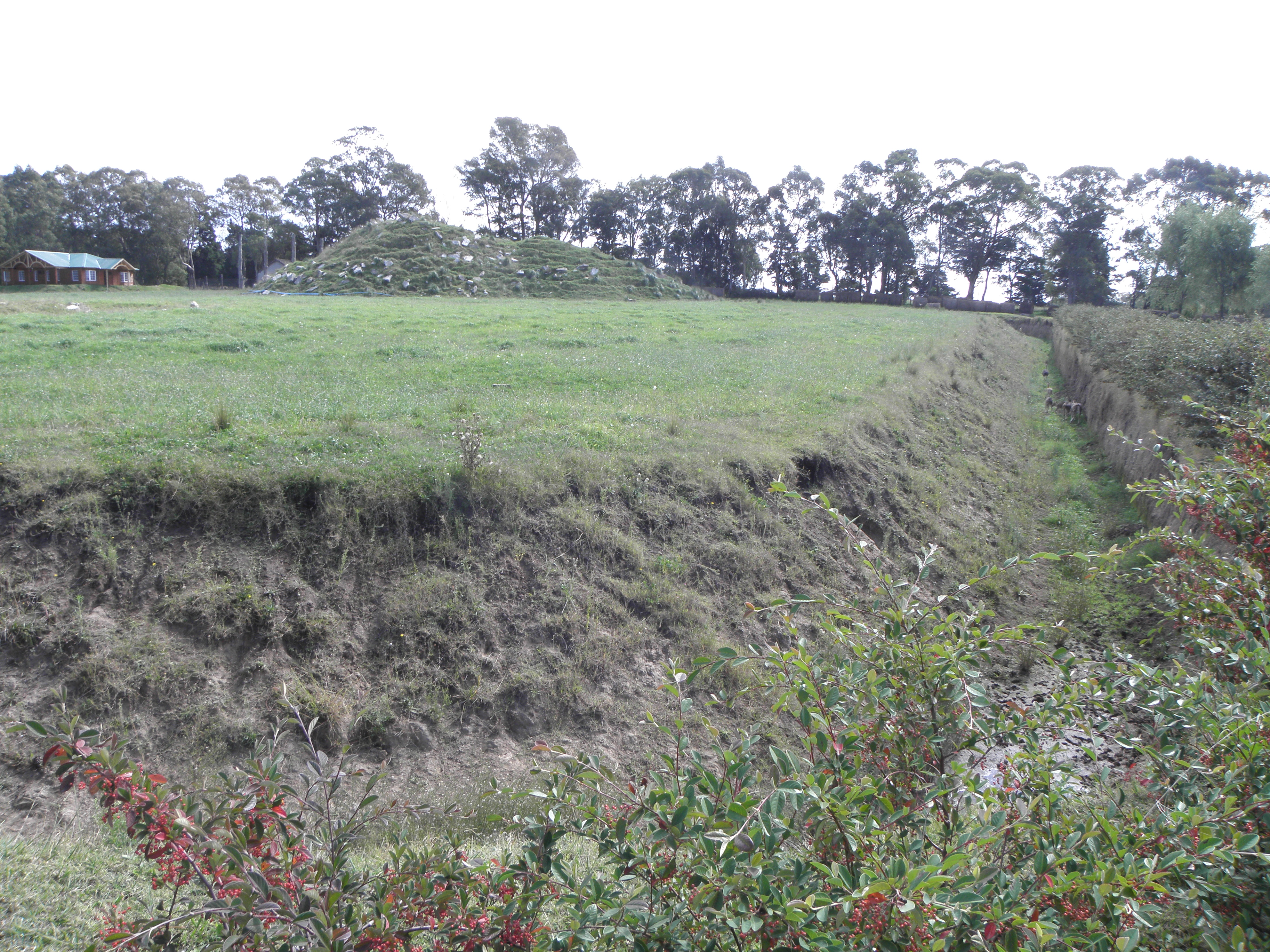
El recinto de más de una hectárea, con el cerro rocoso en su interior.

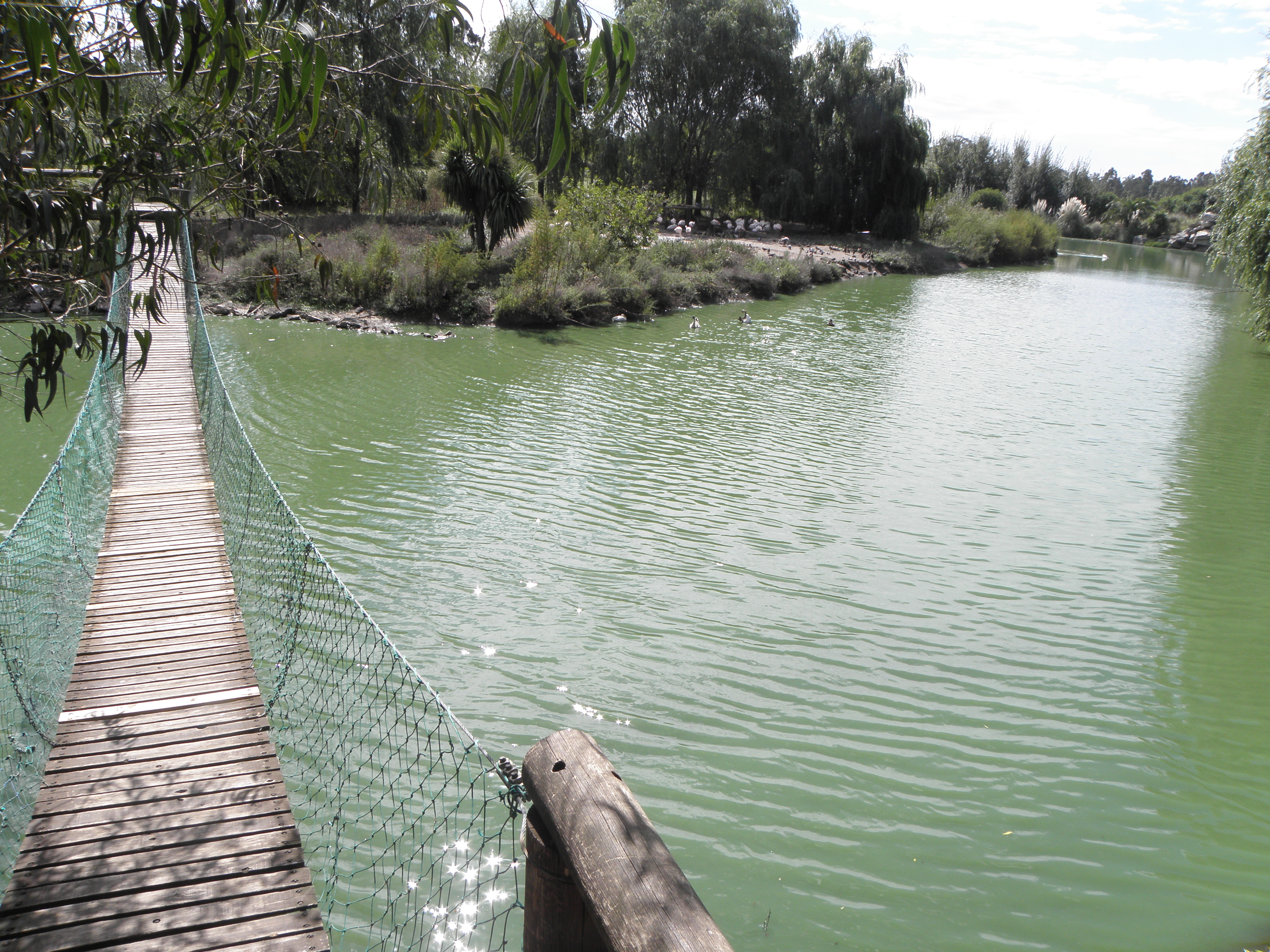
Puente sobre el lago del Zoo de Batán.

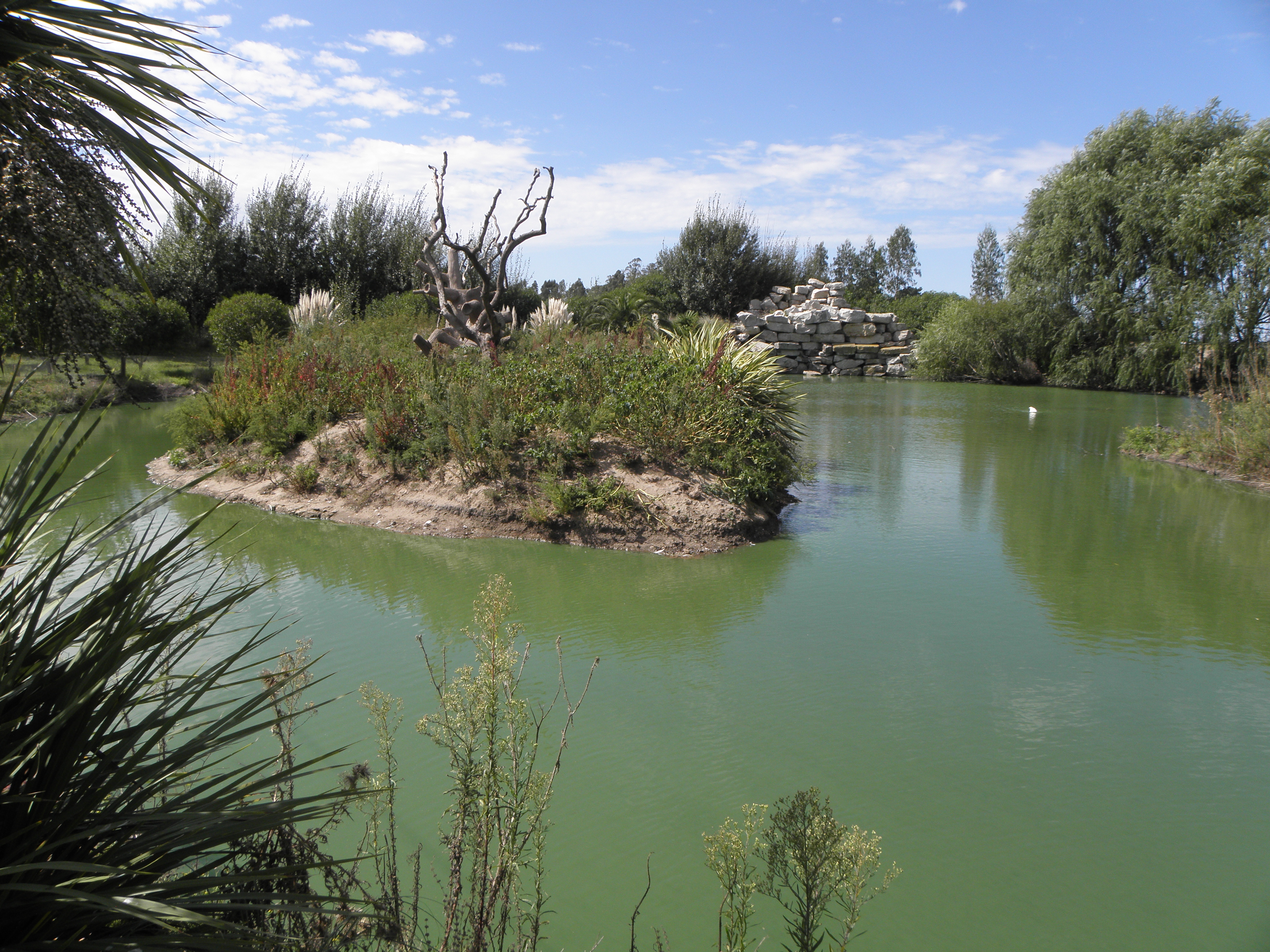
Isla del lago del Zoo de Batán.

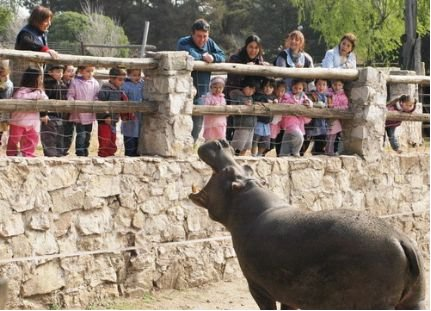
Hipopótamo del Zoo de Batán.

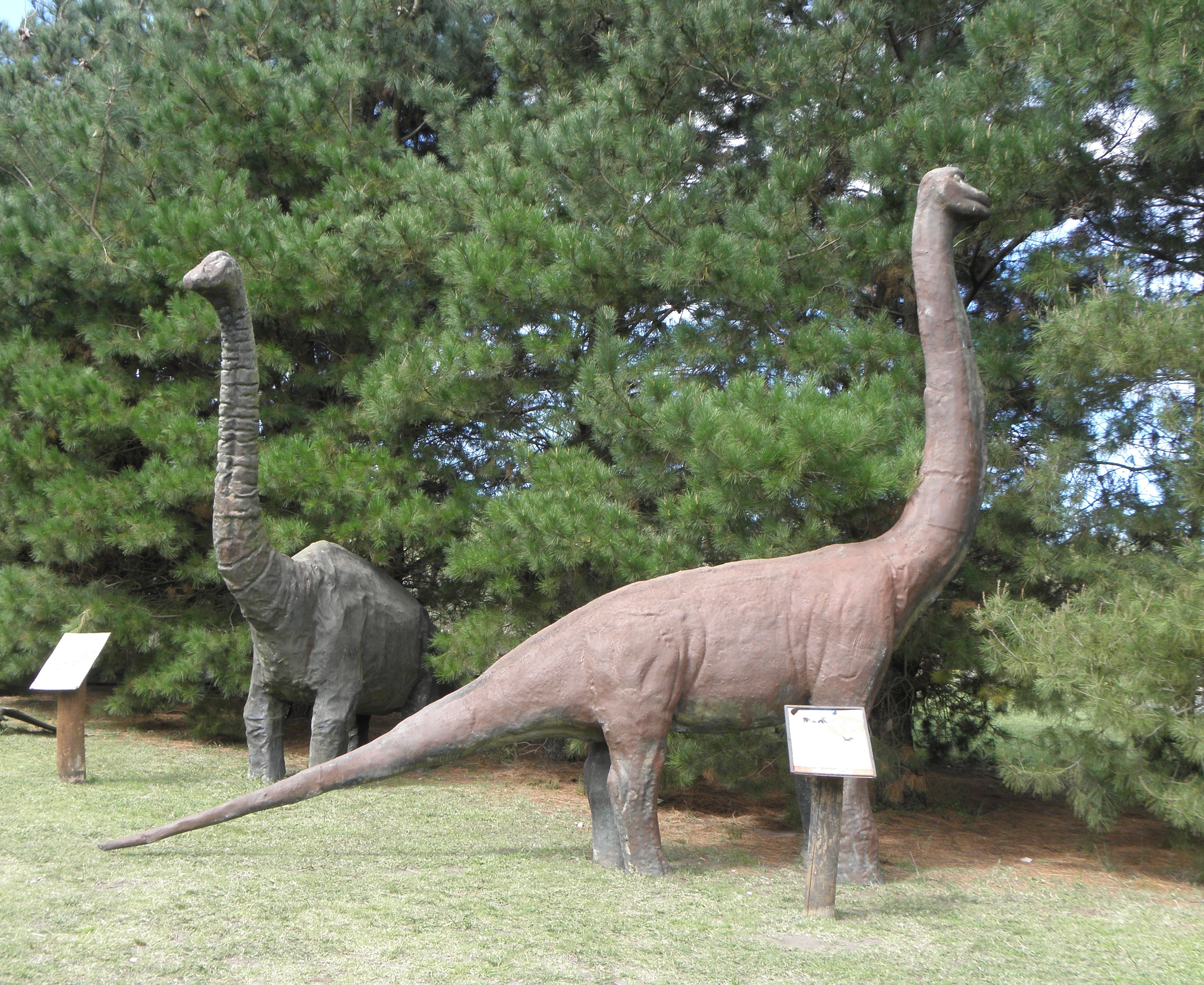
Réplicas a tamaño natural de diversas especies de dinosaurios; Zoo de Batán.

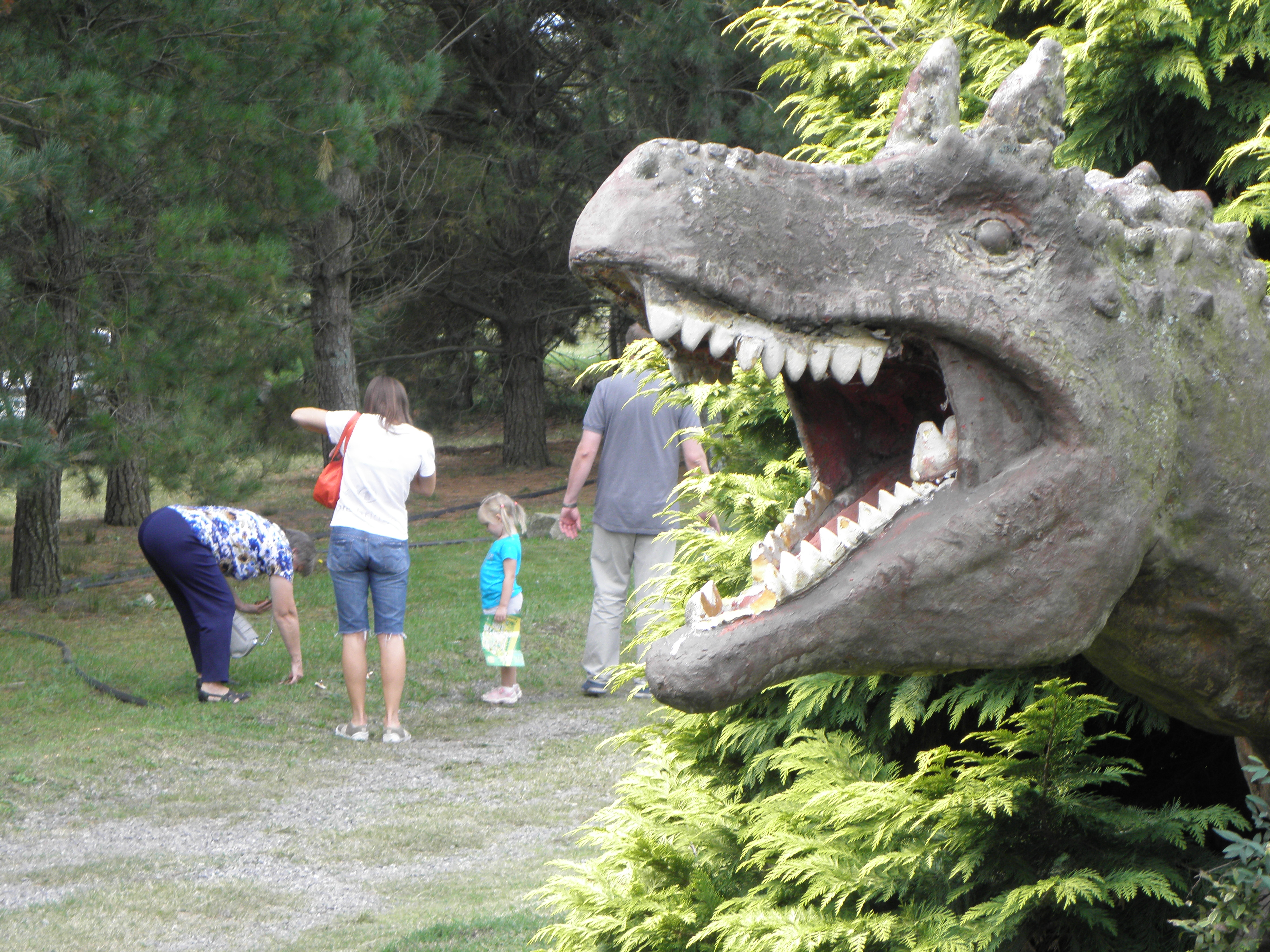
Una de las réplicas de dinosaurios a tamaño natural; Zoo de Batán.

El Zoológico de Batán es propiedad de Daniel Chidini y su esposa Silvia Sabugal. Comenzó como una colección privada de reptiles, hasta que un día tomo la idea de un parque zoológico.
Es parte del llamado proyecto ERAS (Estación de Revalorización de Animales Salvajes). Fue ideado en el año 2003, e inaugurado el 25 de marzo de 2005. Cuenta con corrales y grandes recintos, capaces de albergar especies de todo el mundo, aunque son dominantes las especies nativas de la Argentina. El recinto más notable es el más grande, de 120 metros de lado, el cual no posee alambrada sino que los animales son detenidos por una barranca artificial creada ex profeso. En su interior se encuentra un pequeño cerro de roca natural. También fue excavado un lago artificial de 130 metros de largo, con varias islas que se pueden recorrer mediante puentes. En uno de los ángulos se desprende una cascada entre rocas.
De la fauna exótica destacan: león africano, tigre, oso pardo, antílope Eland, yak, búfalo acuático, ciervo dama, ciervo axis, antílope indio, camello bactriano, mono papión sagrado, mono tití pincel, hipopótamo, etc.
Entre las especies de la fauna argentina que exhibe destacan ejemplares de: yaguareté, puma, ocelote, gato montés, hurón menor, coatí, mayuato, aguará guazú, zorro de monte, zorro pampa, coipo, carpincho, mara, agutí bayo, vizcacha, guanaco, llama, pecarí de collar, 
, mono carayá, ñandú, águila mora, diversas especies de patos, loros y papagayos, yacaré overo, yarará, tortuga chaqueña, curiyú, boa de las vizcacheras, etc.
Posee un serpentario donde son presentadas numerosas especies de reptiles.
Reconocimientos y membresías
El Zoológico de Batán fue declarado de interés turístico por la municipalidad de General Pueyrredón en diciembre de 2008. Es miembro de la «Asociación de Zoológicos de Buenos Aires» (AZBA), de la «Asociación de Zoológicos y Acuarios de la República Argentina» (AZARA).

## Servicios, actividades, y programas culturales
Entre las actividades que se pueden realizar en el zoo se encuentran:
- Visitas guiadas
- Visitas escolares
- Granja educativa
- Juegos infantiles

Cuenta con estacionamiento descubierto interno, sectores para camping, confitería/buffet que funciona también como salón de eventos y local de venta de artesanías y recuerdos.
Parque natural educativo turístico de Dinosaurios
Se presentan réplicas a tamaño natural de diversas especies de dinosaurios, donde se puede apreciar la morfología de cada uno, además de información de estos animales.
Zoo de noche
Se realizan visitas guiadas desde el anochecer, para observar el comportamiento de los animales nocturnos del parque.
Tarifas y horarios
Está abierto al público los 365 días del año, con boleterías desde las 10.00 hasta las 18.00 en invierno, y hasta las 19.00 en verano. Se cobra un ingreso general (2019) para personas mayores de 350 $, a niños de 4 a 10 años: $ 260; finalmente, niños menores de 4 años: entrada gratuita.